# Lana Del Rey
Pour les articles homonymes, voir Del Rey.
Lana Del Rey, de son vrai nom Elizabeth Woolridge Grant (née le 21 juin 1985 à New York), est une auteure-compositrice-interprète américaine. À travers ses chansons, elle explore les thèmes de la tristesse, de la romance tragique, du glamour et de la mélancolie, puisant ses références dans la culture pop, en particulier dans l'Americana des années 1950 et 1960,,.
Élevée dans le nord de l'État de New York dans la petite ville de Lake Placid à la frontière canadienne, elle décide de se lancer en 2005 dans la musique. Après deux albums sans succès, Lana Del Rey devient célèbre avec sa chanson Video Games en 2011. Son troisième album, Born to Die, connaît alors un succès planétaire. Elle publie en 2013 une nouvelle version de cet album avec neuf nouvelles chansons, intitulée Paradise et joue dans son propre court-métrage, Tropico. Elle sort l'année suivante son quatrième album, Ultraviolence. Le style de l'album est orienté vers le rock des années 1960. Un an plus tard est publié son cinquième album, Honeymoon, avec des références au blues et au jazz, ainsi qu'aux chanteuses à « grandes voix » ou engagées, telles que Nina Simone, Joan Baez ou Billie Holiday.
Son sixième album, Lust for Life, sorti en juillet 2017, opère un retour au hip-hop de ses débuts et se place rapidement en tête des palmarès aux États-Unis, recevant une nomination au Grammy Award du meilleur album vocal pop. Norman Fucking Rockwell!, son septième album, sorti en juillet 2019, reçoit de nombreux éloges de la part de la critique et deux nominations aux Grammy Awards, notamment pour l'album de l'année. L'album est plus expérimental, avec des chansons proches du soft rock. Rolling Stone le classe parmi les 500 plus grands albums de tous les temps. Son huitième album, Chemtrails over the Country Club, tourné vers le folk et la country folk, sort en mars 2021. Ses deux albums suivants sont plus posés, accompagnés de guitare et de piano, tout en conservant des références au pop et au jazz : Blue Banisters, est publié en octobre de la même année, et Did You Know That There's a Tunnel Under Ocean Blvd sort le 24 mars 2023.
En 2023, le magazine Rolling Stone inclut Lana Del Rey dans sa liste des 200 meilleurs chanteurs de tous les temps et le magazine britannique Rolling Stone UK la nomme meilleure auteure-compositrice américaine du XXIe siècle,. Le magazine Billboard déclare que « la dernière décennie ne serait pas la même musicalement sans Lana Del Rey ». Le magazine américain affirme également qu'elle a influencé la nouvelle génération pop à tendance alternative, citant Lorde, Halsey, Billie Eilish comme exemples.
En 2020, Lana Del Rey compte plus de 20 millions d'albums vendus dans le monde et plus de 13 millions de singles,. Lana Del Rey reçoit de nombreux prix, dont deux Brit Awards, deux MTV Europe Music Awards, un Satellite Award et un Billboard’s Women in Music Award, et est nommée six fois aux Grammy Awards et une fois aux Golden Globes.
Au début de sa carrière, elle se fait aussi connaître sous les pseudonymes : May Jailer, Lana Del Ray, Sparkle Jump Rope Queen et Lizzy Grant.[réf. nécessaire]

## Biographie

### Enfance et adolescence (1985-2004)
Elizabeth Woolridge Grant naît le 21 juin 1985, à New York et grandit à Lake Placid, dans l'État de New York, aux États-Unis. Elle est la fille aînée de Robert England Grant Junior (né le 16 juin 1954) qui gère des noms de domaine sur Internet et qui l'a soutenue dans sa carrière, et de Patricia Ann Hill-Grant (née le 23 décembre 1955). Elle a une sœur prénommée Caroline « Chuck » Grant (née le 19 novembre 1987), qui est photographe, et un frère prénommé Charles « Charlie » Grant (né le 3 mars 1993),. Autodidacte, elle améliore sa technique vocale dans les églises et les écoles de son enfance où elle expérimente d'abord le chant dans les registres aigus avant de se tourner, plus âgée, vers des notes plus graves avec l'aide de sa grand-mère qu'elle qualifie d'excellente chanteuse. Elle n'a donc jamais pris de cours et dit avoir pour seule base technique le plaisir de jouer avec sa voix.
Elle fréquente le lycée où sa mère enseigne pendant un an. À l'âge de 14 ans, ses parents l'envoient à la Kent School, une pension très stricte au Connecticut pour résoudre ses problèmes de consommation d'alcool. Son oncle, responsable des admissions de l'école, obtient une aide financière. Elizabeth affirme avoir toujours eu du mal à se faire des amis lors de son adolescence, affirmant qu'elle était préoccupée par la mort depuis son plus jeune âge et la place qu'elle occupait lorsqu'elle ressentait de l'anxiété : « Quand j'étais très jeune, j'étais en quelque sorte bouleversée par le fait que ma mère et mon père et tous ceux que je connaissais allaient mourir un jour, et moi aussi. J'ai eu une sorte de crise philosophique. Je ne pouvais pas croire que nous étions mortels. Pour une raison quelconque, cette connaissance a en quelque sorte éclipsé mon expérience. J'ai été malheureuse pendant un certain temps. J'ai eu beaucoup d'ennuis. Je buvais beaucoup. Ce fut une période difficile de ma vie »
Après avoir obtenu son diplôme, elle passe un an à Long Island chez sa tante et son oncle et travaille comme serveuse. Elle déclare avoir été ostracisée toute sa scolarité. À 18 ans, elle apprend à jouer de la guitare avec son oncle. Elizabeth Woolridge Grant explique : « J'ai réalisé que je pourrais écrire probablement un million de chansons avec ces six accords, alors j'ai déménagé à New York et j'ai pris quelques années à écrire ce que je voulais ». Elle lit beaucoup et regarde les mêmes films en boucle sur des VHS, comme rituel. Elle commence à se produire dans des open-mic et quelques clubs. « J'ai toujours chanté, mais je n'avais pas l'intention de poursuivre sérieusement. Quand je suis arrivé à New York à l'âge de dix-huit ans, j'ai commencé à jouer dans des clubs de Brooklyn – j’avais de bons amis et des fans dévoués sur la scène underground, mais nous jouions les uns pour les autres à ce moment-là – et c'était tout »
L'automne suivant, à 19 ans, elle s'inscrit à l'Université Fordham où elle étudie la philosophie, en s'intéressant de près à la métaphysique. Elle dit avoir choisi d'étudier cette matière parce qu'elle « comblait le fossé entre Dieu et la science... Je m'intéressais à Dieu et à la façon dont la technologie pourrait nous rapprocher pour découvrir d'où nous venons et pourquoi ». En 2023, dans un article pour Rolling Stone britannique, elle dit même « J'ai essayé d'avoir le plus de réponses à mes questions durant ces quatre années, mais on m'a appris que la philosophie était une discipline de questions, pas de réponses. Il n'y avait pas de réponses, ce qui faisait presque empirer la situation ».
Elle vit dans le Bronx pendant ses études à Fordham. Avant d'obtenir son diplôme en 2008, elle déménage à North Bergen, dans le New Jersey. Elle est également résidente de Brooklyn pendant quatre ans. À l'université, Lana Del Rey travaille comme bénévole dans des programmes de sensibilisation à la consommation de drogue et d'alcool pour les jeunes sans abri, ainsi qu'à la peinture et à la reconstruction de maisons dans une réserve indienne de l'Utah. Elle cite ce voyage comme faisant partie intégrante de sa décision de devenir autrice-compositrice : « Je me souviens exactement du moment où j’ai décidé que je voulais devenir chanteuse. J’étais à la fac et nous sommes allés dans la réserve indienne. Ce jour-là, j’ai réalisé que je n'avais que deux options : soit faire de la musique, soit faire du bénévolat. J'ai choisi la première option. Si cela n'avait pas fonctionné, j'aurais probablement fait du travail social dans une petite ville. »
Elle a vécu pendant six mois en Espagne, ce qui lui a permis d'avoir de très bonnes bases en espagnol, qu'elle renforcera avec ses amis de Cuba et de Floride. Lana a également vécu dans un trailer-park pendant plusieurs années, de 2008 à 2010 avant d'être célèbre.

### Débuts (2005-2011)

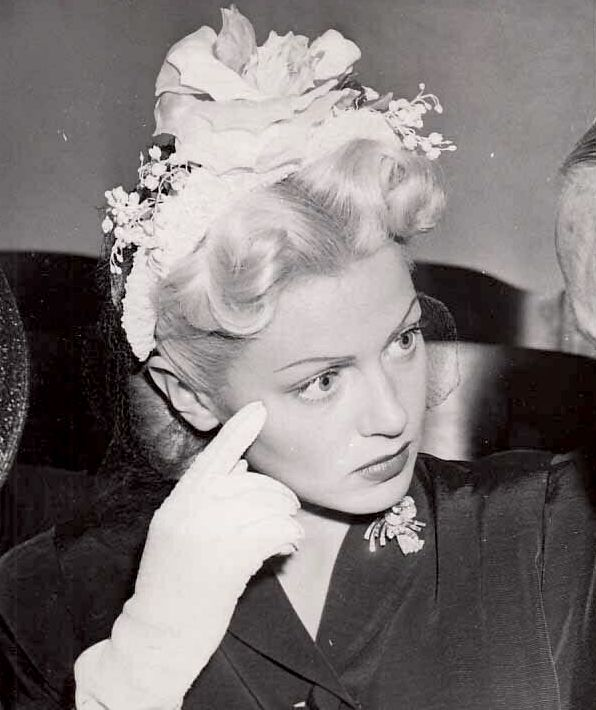
L'actrice Lana Turner, inspiration du nom de scène de la chanteuse.

La chanteuse Lana Del Rey est d'abord une autodidacte. Elle a commencé à développer les techniques du chant et à apprendre la musique, dans le chœur de son église et dans celui de son école. Elle décroche son premier contrat en 2007 à 10,000 $. Elle utilise l'argent pour déménager à Manhattan Mobile Home Park, un parc à roulottes à North Bergen dans le New Jersey et commence à travailler avec le producteur David Kahne.

« Je voulais faire partie d'une scène de musiciens de grande classe. Ça venait du fait que je n'avais pas beaucoup d'amis, et j'espérais rencontrer des gens, tomber amoureuse et créer une communauté autour de moi, comme ils le faisaient dans les années 1960 »

Le propriétaire du label indépendant, 5 Points Records, qui engage la chanteuse explique que « notre plan était de tout organiser, d'avoir un disque et de la lancer en tournée juste après qu'elle a obtenu son diplôme universitaire. Comme beaucoup d'artistes, elle s'est transformée. Quand elle est arrivée chez nous, elle jouait sur une petite guitare acoustique punky, [elle avait] des sortes de cheveux blonds raides, c'était une jeune femme très mignonne. Un peu sombre, mais très intelligente. On l'a tous vu. Mais elle a très rapidement continué à évoluer ».
Elle sort un tout premier album en acoustique, Sirens, sous le nom de May Jailer, mais ce disque passe inaperçu. Les titres sont parus sur YouTube. Elle écrit plus de 500 chansons (non-commercialisées et en démos) qui paraissent régulièrement sur YouTube. L'artiste aurait aimé monter un groupe, Sparkle Jump Rope (Queen), nom qui deviendra ensuite l'un de ses pseudonymes, mais l'équipe avec laquelle elle travaillait à l'époque insista pour qu'elle reste en solo. Lizzy se cherche un nouveau nom de scène. Les managers et avocats qui l'entourent alors veulent un nom en accord avec son style de musique, qui était plutôt cinématographique, avec une sorte de glamour hollywoodien que l'on retrouvera dans l’œuvre de l'artiste.
Son nom de scène est formé à partir du prénom de l'actrice hollywoodienne Lana Turner ; Del Rey pourrait provenir de la Chevrolet Delray, voiture américaine des années 1954-58, de la Ford Del Rey en usage au Brésil dans les années 1980, de Del Rey en Californie, ou d'une de ses plages préférées en Floride lui rappelant quand elle y voyageait avec son père étant enfant. Ce nom lui rappelle aussi la mer et ses amis de Cuba, et il sonne « merveilleusement bien » dans n'importe quelle langue, comme elle le précise plus tard lors d'une interview accordée à Vogue : « Je voulais un nom avec lequel je pouvais façonner ma musique. J'allais beaucoup à Miami à l'époque et je parlais beaucoup espagnol avec mes amis de Cuba - Lana Del Rey nous rappelle le glamour du bord de mer. Ça sonnait magnifique, [un son] qui sort du bout de la langue. »
Elle raconte également qu'à cette époque, elle voulait faire partie de ces musiciens talentueux et à la mode dont elle s'inspirait faute de pouvoir se faire conseiller par des amis, puisqu'elle en avait peu. En 2008, elle enregistre un maxi intitulé Kill Kill sous le nom de Lizzy Grant, incluant les titres Kill Kill, Yayo et Gramma (Blue Ribbon Sparkler Trailer Heaven).

### Révélation internationale (2011)

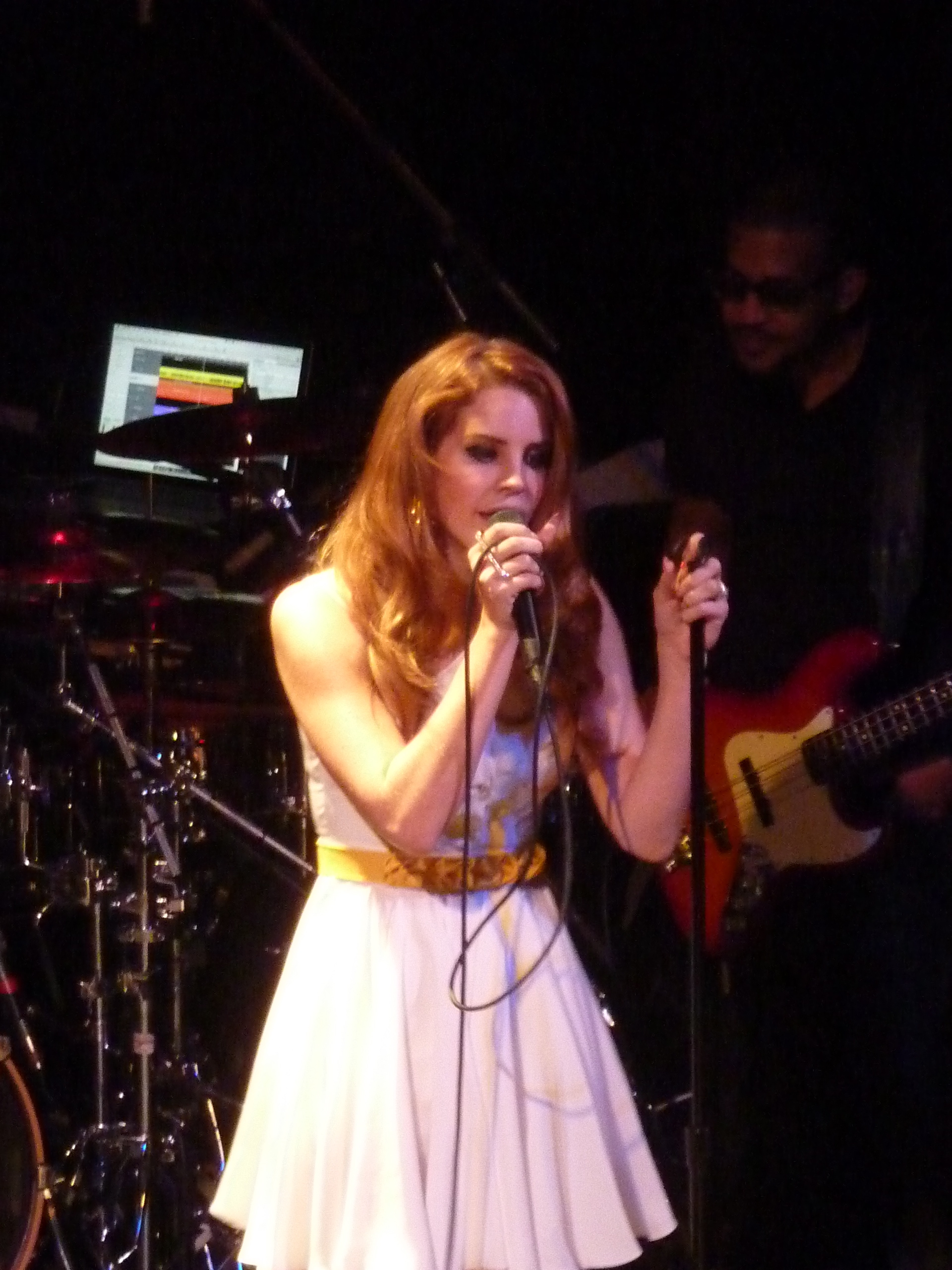
Lana Del Rey au Bowery Ballroom, à New York en 2011.

En 2010 sort l'album Lana Del Ray A.K.A. Lizzy Grant (elle changera plus tard le « a » de Ray pour un « e »), avec un label indépendant et le producteur David Kahne à la console. Selon elle, David lui a demandé de travailler avec lui dès le lendemain de l'écoute de sa démo. Toujours selon Lana, Khane était alors un producteur connu pour son intégrité et qui avait de l'intérêt pour la musique qui n'était pas juste pop. Son père, Robert Grant, aide à la commercialisation de cet album, qui est disponible à l'achat sur ITunes pendant une brève période avant d'être retiré. Selon David Kahne, Grant a acheté les droits de retour de son label pour éviter les futures fuites. On peut aujourd'hui constater que cette précaution était tout sauf nécessaire puisque les titres sont disponibles sur YouTube. Le disque n'a donc pas fait beaucoup de bruit. Lizzy Grant décide de devenir définitivement Lana Del Rey. Après l'échec de son troisième opus, elle enregistre les chansons qui figureront sur Born to die fin 2010 et début 2011, la plupart en version démos. Plus tard, en juin 2011, elle signe avec le label Stranger pour produire un premier single, puis en octobre 2011, elle signe un accord conjoint avec Interscope Records et Polydor. Elle leur propose Video Games, qui est sa chanson préférée, et la maison de disque décide de l'exploiter en tant que single. Grâce au clip de Video Games réalisé par ses soins, la chanteuse fait l'objet d'un buzz sur les réseaux sociaux à l'automne 2011. Elle avait alors déjà également posté sur YouTube Blue Jeans, Kinda Outta Luck (une ancienne chanson qui ne figurera pas sur l'album Born to Die), ainsi que Diet Mountain Dew, un titre datant de ses années Lizzy Grant qui fut ensuite revisité par son producteur Emile Haynie et inséré à l'album. Lana Del Rey a fait des vidéos selon le même modèle de 2008 à 2011 : des images de films entrecoupées d'images d'elle-même devant sa webcam. Certaines chansons ont plusieurs clips, à l'instar de Gramma qui en a sept, ou Kinda Outta Luck qui en a trois.
La renommée de Lana Del Rey se bâtit sur plusieurs événements qui lui permirent de se construire une base solide de fans. La chanson Video Games bénéficie de bonnes critiques du magazine Pitchfork. Le NME et Magic placent le titre en tête de leurs classements des meilleurs singles de l'année 2011,. Le clip de la chanson dépasse, avant la fin de l'année 2011, les quinze millions de vues sur YouTube. On peut l’entendre dans un épisode de la série Ringer et Gossip Girl sur The CW. Lana Del Rey fait sa première scène le 21 septembre 2011 à la Box à New York. Les billets de ses concerts suivants, à Londres, sont tous vendus en une demi-heure et ceux pour son concert à l'Olympia, à Paris, furent épuisés en une minute trente.
Son premier single produit par Stranger Records, comprenant les titres Video Games et Blue Jeans est sorti en vinyle le 10 octobre 2011, et en numérique le lendemain aux États-Unis. Son album Born to Die sort le 27 janvier 2012 en Suisse et le 30 janvier 2012 en France. Lana dit du titre que sa signification est de devoir « transcender son statut de mortel ». Il comprend les singles Video Games, Born to Die, Blue Jeans, National Anthem, Summertime Sadness et Dark Paradise ainsi que les singles promotionnels Off To The Races et Carmen. Il s'est placé no 1 dans neuf pays. L'accueil réservé à l'album par les critiques sera parfois mitigé,, mouvement amplifié par son apparition jugée ratée dans l'émission Saturday Night Live et par des soupçons de plagiat de la chanson Δρόμοι που αγάπησα (Dromi pou agapêssa) d'Eleni Vitali, créant toutes sortes de polémiques, la principale d’entre elles étant celle concernant ses lèvres. Les critiques, journalistes, blogueurs et internautes l'ont affublée de toutes sortes de surnoms péjoratifs, lui reprochant d'avoir eu recours à la chirurgie esthétique et d'encourager la mode duck face. Commercialement, l'album est un succès éclatant, érigeant Lana Del Rey en star.

### DeBorn to DieàTropico(2012-2013)

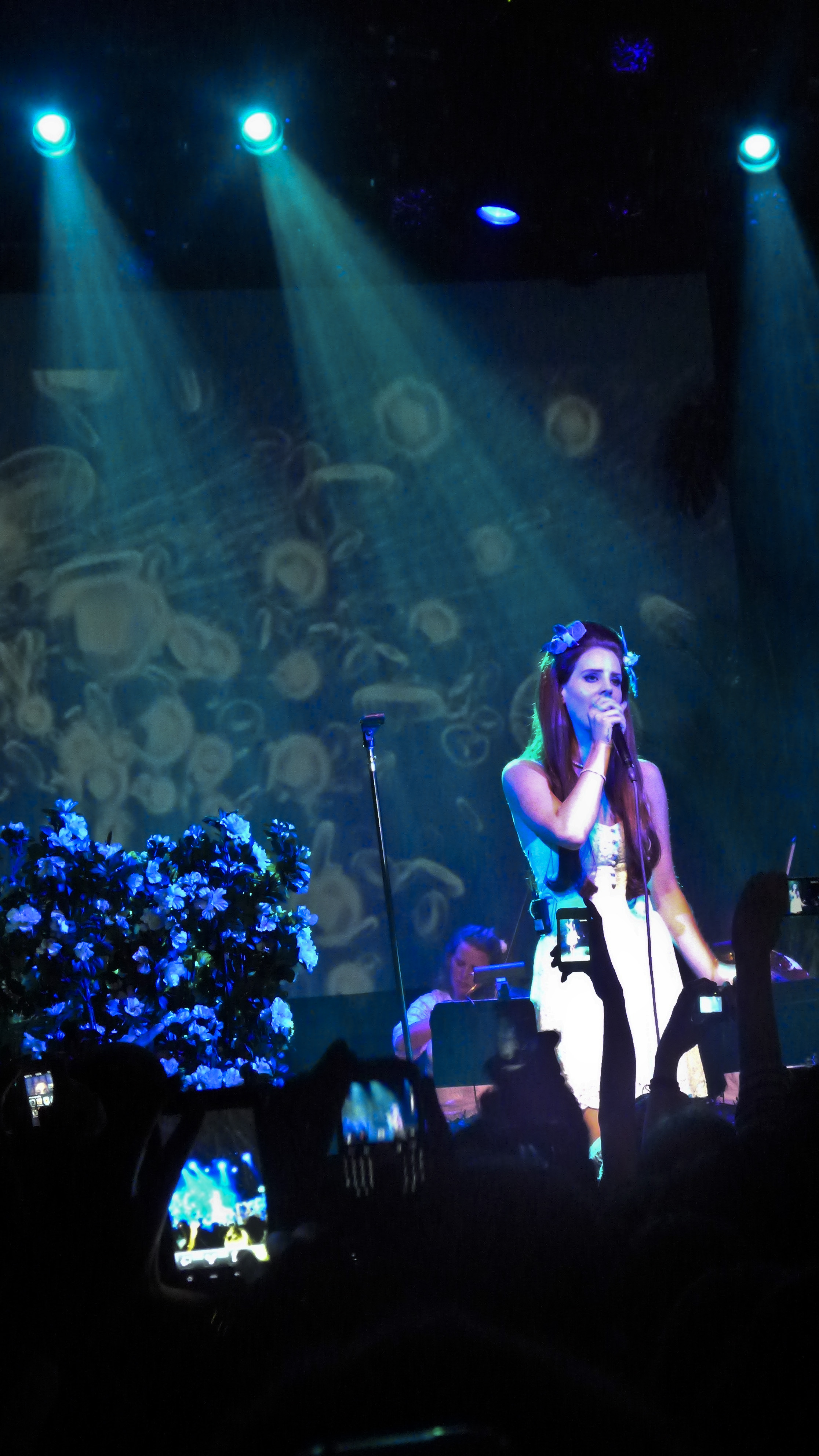
Au Irving Plaza à New York.

Le clip de Born to Die est le premier qu'elle ne réalise pas seule. Il est entièrement tourné au château de Fontainebleau avec l'acteur-DJ-mannequin Bradley Soileau, et réalisé par Yoann Lemoine (alias Woodkid) avec qui elle travaillera à nouveau pour la vidéo officielle de Blue Jeans, ce titre bénéficiant d'un autre clip réalisé par Lana en 2011. Le 6 janvier 2012, Off To The Races sort en tant que single promotionnel aux Pays-Bas. Le 16 mars 2013, le clip de Born to Die passe la barre des 100 millions de vues sur YouTube. Le 21 avril 2012, elle poste sur YouTube le clip de Carmen, monté de la même manière que celui de Video Games, et conclu par un extrait de la Gymnopédie no 1 d'Erik Satie. Carmen est exploité en tant que single promotionnel en Allemagne, en Suisse et en Australie, mais pas en France. Fin juin 2012 sort le single National Anthem, avec un clip où Lana Del Rey incarne Marilyn Monroe (au début de la vidéo en interprétant le célèbre "happy birthday") et Jackie Kennedy, JFK étant interprété par le rappeur ASAP Rocky avec lequel elle avait déjà collaboré pour le titre Ridin'. En juillet 2012, elle dévoile la vidéo de Summertime Sadness, le nouveau single, dirigée par Kyle Newman. C'est un hommage à une connaissance de Lana morte en 1999. Dans le clip, c'est l'actrice Jaime King qui en joue le rôle : elle se suicide, Lana fait de même et la retrouve dans l'au-delà. Certaines de ces images seront recyclées dans la vidéo de Bel Air, procédé courant chez la chanteuse. En novembre 2012, Lana déclare en interview sur RFM et sur le plateau de C à Vous : « la France et l'Angleterre ont sauvé mon album », faisant référence au peu de reconnaissance des États-Unis à son égard. Le 1er mars 2013 sort Dark Paradise, le sixième et dernier single de l'album, dans une version remixée. Il semble que le titre soit exclusivement destiné aux pays germaniques et à l'Australie, n'étant diffusé ou mis en vente nulle part ailleurs. Très étonnée de son succès (alors qu'elle pensait que ses chansons n'avaient aucune chance d'être appréciées) et fatiguée par les polémiques la concernant, elle déclare que son album Born to Die pourrait être son dernier. Lana Del Rey fait une apparition à la BBC Radio et reprend Goodbye Kiss, un titre de Kasabian. À la fin de l'été, elle signe un contrat afin d'être l'égérie publicitaire du prochain véhicule de la marque Jaguar[réf. nécessaire]. À Sydney, elle reprend Heart Shaped Box de Nirvana, chanson qui l'avait énormément marquée, puisque c’est après avoir écouté Kurt Cobain la chanter à la télévision lorsqu’elle avait onze ans qu'elle décida de devenir chanteuse[réf. nécessaire]. Elle enchaîne avec une publicité télévisée pour les magasins H&M qui met en avant sa reprise du Blue Velvet de Bobby Vinton, à l'atmosphère évoquant les films de David Lynch et devient par ailleurs l'égérie de la marque pour la collection automne-hiver 2012. En septembre 2012, elle pose pour des photographies de charme dans le magazine anglais GQ.

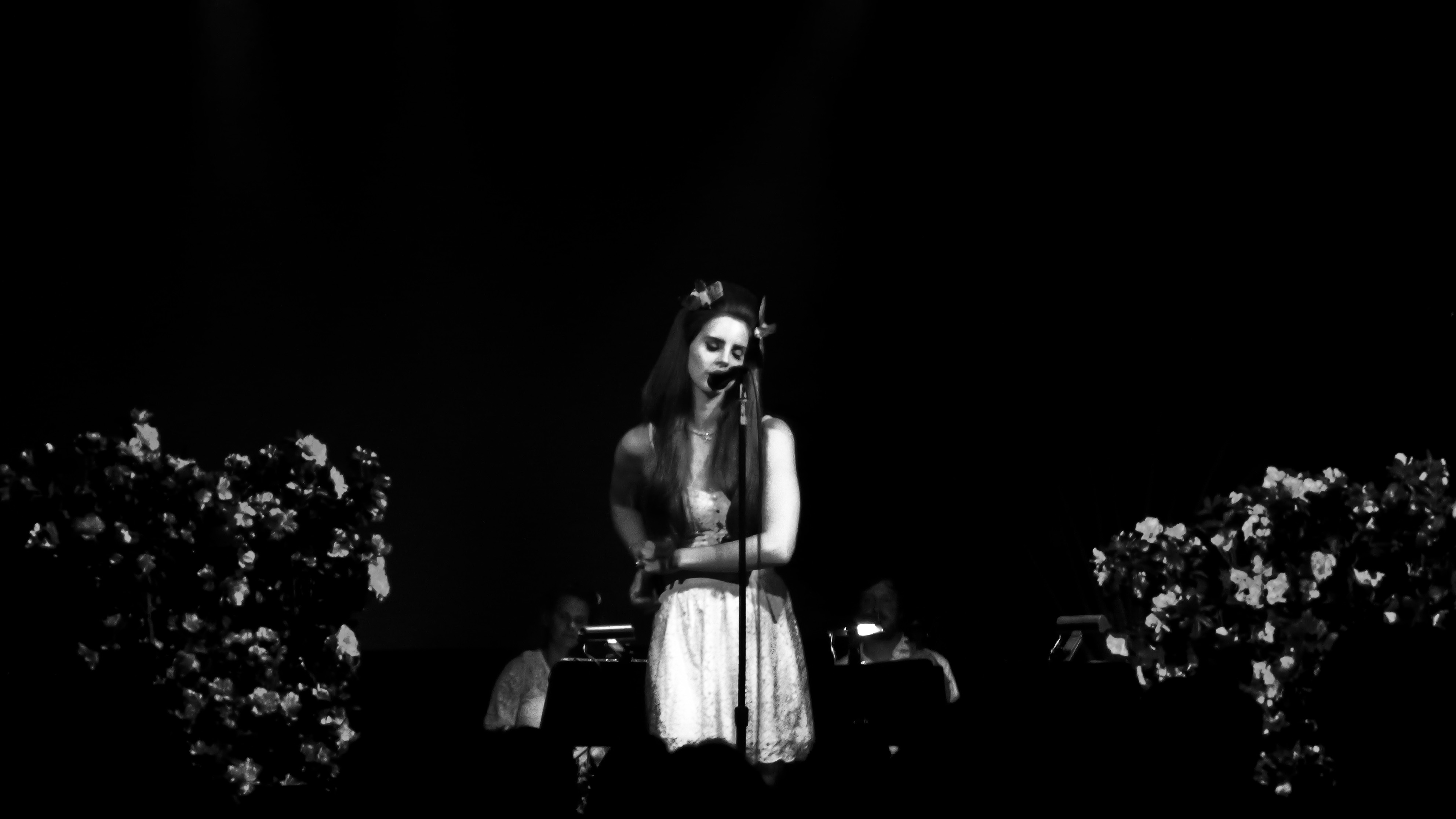
Lana Del Rey au Irving Plaza en 2012.

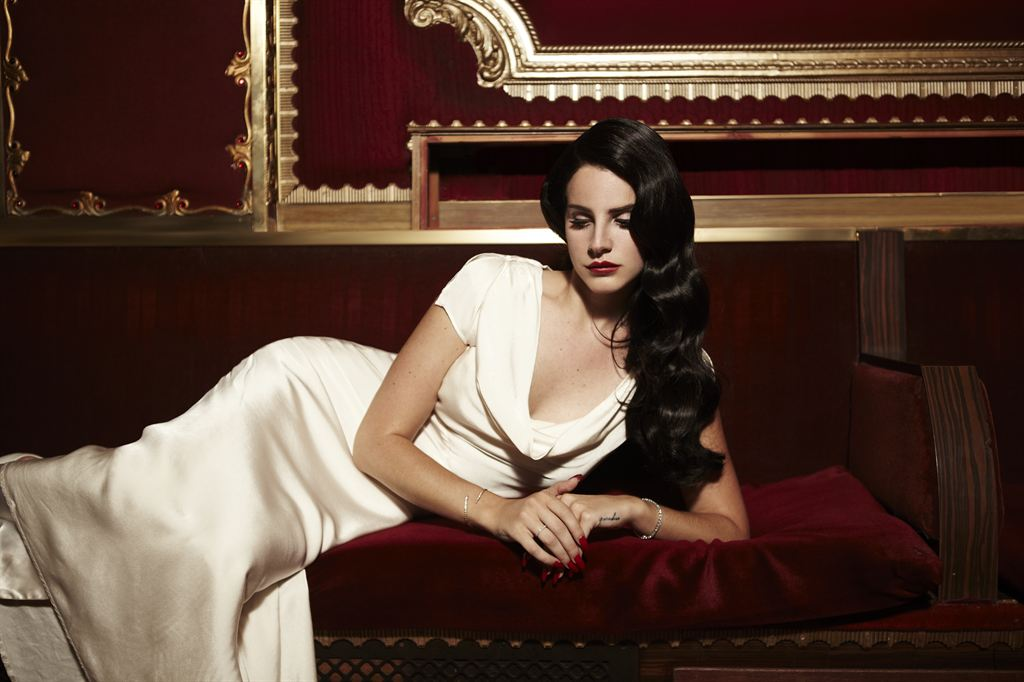
Lana Del Rey lors d'une séance photo pour le clip Burning Desire en 2013.

La réédition de Born to Die appelée The Paradise Edition sort le 12 novembre 2012, avec huit nouveaux titres dont Ride, un nouveau single accompagné d'un clip-road movie évoquant Easy Rider, et une vidéo très épurée pour Bel Air qui sort en novembre. Blue Velvet est aussi inséré à l'album et possède son propre clip.
En janvier 2013, Lana annonce que son nouveau single sera Cola, alors qu'une semaine plus tard elle confirme que ce sera Dark Paradise (l'hypothèse de cette chanson comme single avait déjà été évoquée dans une interview). Mais à la grande surprise de tous, elle sort finalement le clip de Burning Desire, sa chanson promotionnelle pour Jaguar, le jour de la Saint-Valentin. Finalement, ce sont Dark Paradise et Burning Desire qui sont choisis pour clore l'exploitation de Born to Die. Aucun des deux ne remporte le succès escompté. Lana Del Rey publie sur YouTube et Vevo sa reprise de Chelsea Hotel No. 2 de Leonard Cohen le 27 mars et sa reprise de Summer Wine de Nancy Sinatra le 18 avril. Ses deux concerts à l'Olympia le 27 et 28 avril sont jugés très réussis. On pouvait notamment remarquer la présence de Mylène Farmer le premier soir.
Lana sort un single pour la bande originale du film Gatsby le Magnifique, Young and Beautiful, le 22 avril 2013. Le titre remporte un petit succès, qui est encouragé par la présence du single sur le disque de la bande originale du film, qui contient des titres d'autres stars. Le clip était supposé sortir le même jour, mais cela n'a pas été le cas. Il est finalement publié sur YouTube et VEVO le 10 mai 2013. Le titre est un succès et est vendu à plus d'un million d'exemplaires aux États-Unis. Elle confirme qu'elle aimerait réenregistrer des anciennes chansons auxquelles elle est attachée, comme Kill Kill et Mermaid Motel.
La chanteuse a dévoilé son court-métrage Tropico le 5 décembre 2013. Elle y apparaît en Vierge Marie, en Ève et en stripteaseuse avec le mannequin Shaun Ross (qui a aussi participé au clip de E.T de Katy Perry). Le film a pour thème la rédemption on y voit des sosies de John Wayne, Elvis Presley, Marilyn Monroe et Jésus. Il est réalisé par Anthony Mandler qui a déjà tourné National Anthem et Ride.

### UltraviolenceetHoneymoon(2014-2016)

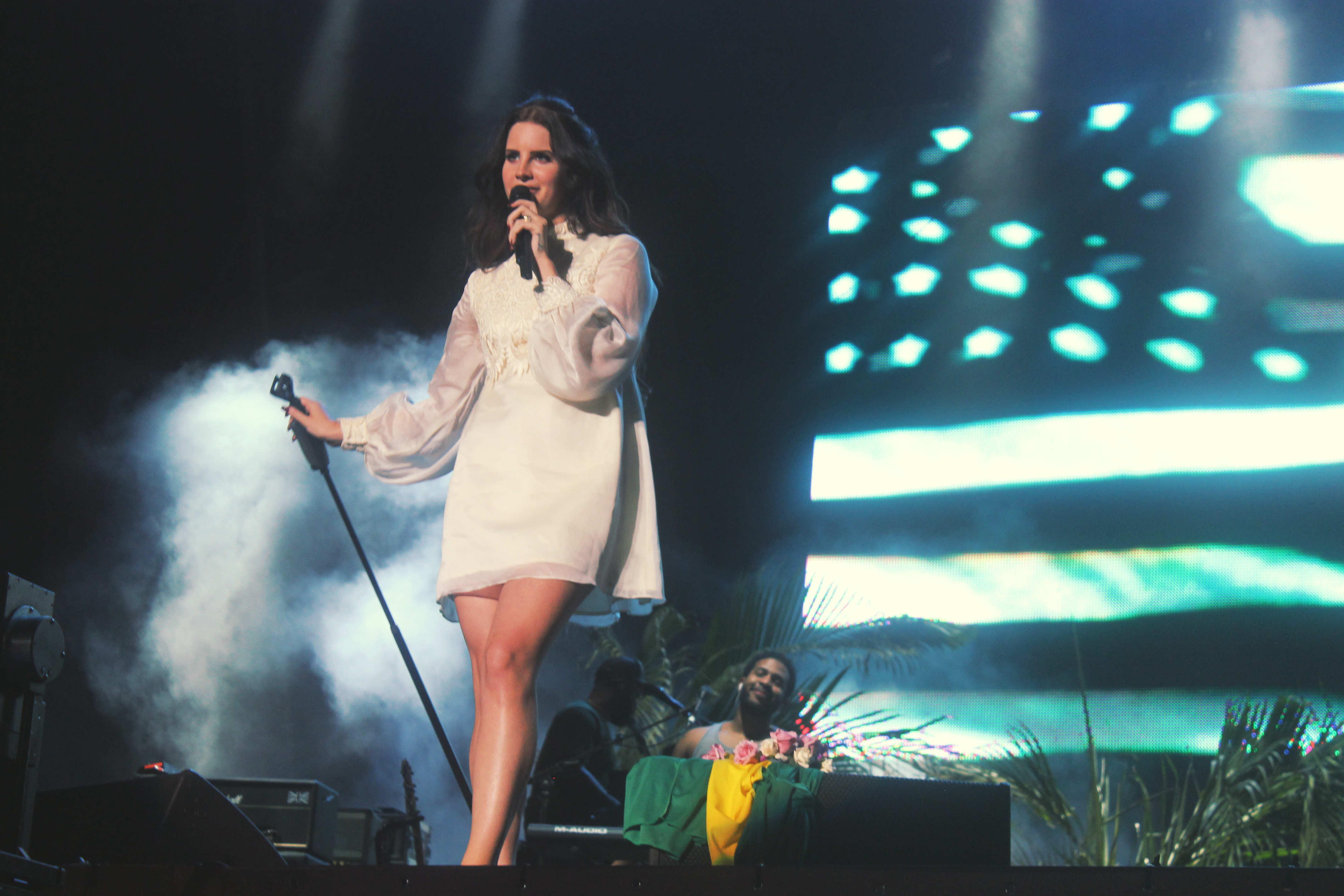
Lana Del Rey à Buenos Aires en 2013.

Lana Del Rey sort un single, Once Upon a Dream, qui sera utilisé pour la bande-originale du film fantastique Maléfique. Il s'agit d'une reprise de la chanson du film d'animation de La Belle au bois dormant de 1959. Le 20 février 2014, Lana Del Rey poste une photo avec Dan Auerbach sur Twitter avec la légende suivante : « Dan Auerbach et moi sommes heureux de vous présenter Ultraviolence. »
Des rumeurs racontent que Del Rey et Dan Auerbach enregistrent ce nouvel album dans un studio à Nashville, le Dan Auerbach's Easy Eye Sound Studio. En mars, Rufus Wainwright révèle dans une interview qu'il travaille actuellement avec Lana.
Le premier single d'Ultraviolence, West Coast, sort le 14 avril 2014. Le 23 mai, Lana chante trois chansons à la soirée de pré-mariage de Kim Kardashian et de Kanye West à Versailles. Shades of Cool, le second single, sort le 26 mai 2014. Son troisième single, Ultraviolence, sort le 4 juin 2014. Son quatrième single, Brooklyn Baby, sort le 8 juin 2014. Ce titre rend hommage à Lou Reed, décédé à l'automne précédent. Lana déclare qu'il voulait travailler avec elle ; après s'être donné rendez-vous à New York, il est décédé quelques minutes après son atterrissage : « J'ai atterri à 7 h du matin, il est mort deux minutes ensuite ». Le titre de cette chanson a une similarité avec un même titre de Lou Reed, Coney Island Baby. De plus, Del Rey lui rend hommage une ultime fois en chantant « He plays guitar, while I sing Lou Reed » sur son titre",.
Ultraviolence sort le 16 juin 2014 en Europe et le 17 juin en Amérique. 880 000 exemplaires s'écoulent la première semaine de sa commercialisation. Black Beauty, musique enregistrée fin juin 2013, puis piratée le 18 juillet 2013, figure sur la version deluxe de l'album et comprend quelques modifications en ce qui a trait à l'instrumental. Un article de Rolling Stone révèle qu'elle sera invitée sur le prochain album de Brian Wilson, membre du groupe The Beach Boys.
Elle compose deux titres pour le film de Tim Burton Big Eyes qui sort en mars 2015. En décembre 2014 elle annonce la tournée The Endless Summer Tour, conjointement avec Courtney Love et la chanteuse canadienne Grimes, qui débutera au printemps 2015 avec une vingtaine de représentations aux États-Unis et au Canada.
Le 18 septembre 2015, Del Rey sort son cinquième album studio intitulé Honeymoon. En décembre 2014, Lana Del Rey confiait alors à Galore Magazine qu'elle était toujours en train de travailler sur un nouvel album : « J'ai aussi écrit des petits morceaux pour des films indépendants, etc. Dan Heath et Rick Nowel sont deux de mes amis les plus chers, et également mes producteurs depuis Born to Die. Ensemble, nous arrivons toujours a quelque chose de fantastique ». Le 12 septembre 2015 après finalisation, l'album est joué en intégralité dans tous les magasins Urban Outfitters des États-Unis en exclusivité, et une édition spéciale Urban Outfitters de l'album y est vendue. Lana Del Rey sort le single Honeymoon le 14 juillet 2015. Elle met son titre en écoute sur YouTube, ayant publié les paroles quelques jours auparavant. Le clip vidéo accompagne la chanson, ce clip est semblable à ceux tirés de l'album Born to Die. La chanteuse publie son nouveau single High by the Beach extrait de son prochain album accompagné de son clip le 13 août 2015. Terrence Loves You est dévoilé le 21 août 2015, en tant que single promotionnel, ainsi que Music to Watch Boys To, révélé le 11 septembre, dont le clip paraît le 30 septembre et Freak avec un clip de plus de 10 minutes publié le 9 février 2016. Elle participe l'été de la même année à de nombreux festivals pour promouvoir son album, elle est en tête d'affiche en particulier au festival des vieilles charrues à Carhaix en France.

### Lust for LifeetNorman fucking Rockwell!(2016-2019)

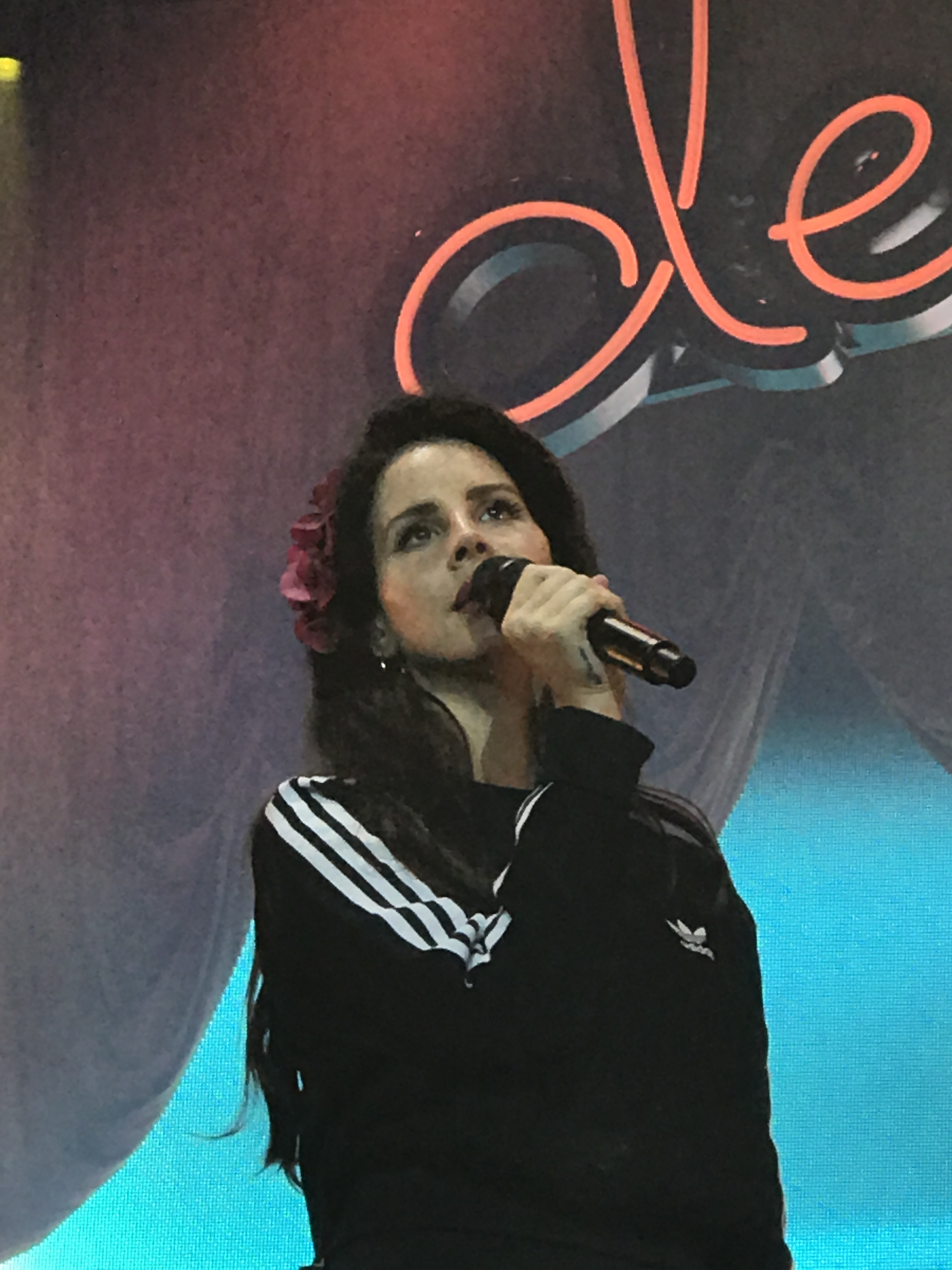
Lana Del Rey au Flow Festival en Finlande, en 2017.

Le 18 février 2017, Lana Del Rey sort un nouveau titre intitulé Love après une pause d'un an. Le clip vidéo est réalisé par Rich Lee. Annoncé comme le premier morceau de son album à venir, il est suivi, le 29 mars 2017, par la sortie d'un teaser intitulé Lust for Life pour annoncer la sortie prochaine du sixième album studio de la chanteuse, Lust for Life.
Lana Del Rey semble conférer à cet album une dimension plus engagée comme en témoignent notamment ses déclarations ou ses publications Instagram plus orientées depuis les élections présidentielles américaines de novembre 2016. Elle annonce que cet album comprendra des coopérations avec d'autres artistes invités. Elle sort ensuite le single titre de son album Lust for Life le 19 avril 2017. Elle est accompagnée sur ce morceau par le chanteur The Weeknd. Le 21 juillet 2017 sort donc son cinquième album studio, Lust for Life. Cet album a une durée de plus de 70 minutes et comprend 16 chansons, ce qui fait de lui le plus long. Le 18 août 2017 Lana annonce à travers ses réseaux sociaux la préparation d'une tournée mondiale.
Le 14 décembre 2016, trois festivals scandinaves révèlent Lana Del Rey comme étant leur tête d'affiche. Il s'agit de l'Oya Festival à Oslo (Norvège), où Lana est programmée pour le 9 août 2017, le Way Out Festival de Göteborg (Suède), où elle passera le 11 août 2017, et enfin le Flow Festival d'Helsinki, où Lana clôturera les festivités le 13 août 2017[source insuffisante]. Elle sera également présente pour la première édition du festival Lollapalooza à Paris[source secondaire souhaitée].
Le 15 septembre 2018, Lana Del Rey sort une nouvelle chanson, intitulée Mariners Apartment Complex, puis, le 18, Venice Bitch. Elle révèle travailler sur un nouvel album[source secondaire souhaitée], nommé Norman Fucking Rockwell!. Le 9 janvier 2019, elle sort la chanson Hope Is a Dangerous Thing for a Woman like Me to Have – but I Have It. Lana repousse la date de sortie de l'album à l'été 2019, car elle écrit en même temps un recueil de poèmes[réf. nécessaire]. Elle sort le 17 mai une reprise du groupe Sublime, Doin' time. L'album Norman Fucking Rockwell! sort le 30 août 2019.

### Chemtrails over the Country ClubetBlue Banisters(2020-2022)
En septembre 2019, elle participe à la bande-originale du film Charlie's Angels, troisième film de la franchise du même nom, avec les chanteuses Ariana Grande et Miley Cyrus. Intitulée Don't Call Me Angel, la chanson est le premier single officiel de la bande originale du film, produite par Ariana Grande. Le 30 août 2019, le jour de la sortie de son sixième album studio Norman Fucking Rockwell!, Del Rey a annoncé qu'elle avait déjà commencé à travailler sur un nouvel album, révélant que le titre était White Hot Forever.
Le 21 mai 2020, Del Rey publie un article controversé (connu en tant que Question for the culture) sur les réseaux sociaux sur les doubles standards perçus dans l'industrie musicale. De plus, elle défend sa musique et s'adresse à des critiques qui affirment qu'elle « glamourise les abus ». À la fin de l'article, elle révèle que la date de sortie de son album aura lieu le 5 septembre 2020. Le 25 mai, Del Rey met en ligne une série de vidéos sur son compte Instagram, dans laquelle elle annonce que le titre de l'album sera Chemtrails over the Country Club. Le 10 juillet 2020, Del Rey annonce que la sortie de son premier recueil de poésie intitulé Violet Bent Backwards Over the Grass aura lieu le 28 juillet. Il sera accompagné d'un album de spoken word homonyme. Le 20 novembre 2020, elle reprend la chanson Summertime du compositeur américain George Gershwin, une reprise en soutien aux orchestres philharmoniques de New York et Los Angeles.
À cause de la crise sanitaire liée au Covid-19 et du délai de fabrication des vinyles, la sortie de l'album Chemtrails over the Country Club est repoussée au 19 mars 2021. Le 11 avril 2021, Lana Del Rey annonce la sortie de son prochain album intitulé Blue Banisters, prévu le 4 juillet de la même année mais reportée en octobre 2021[source secondaire souhaitée]. La chanson titre de l'album et deux autres singles, Text Book et Wildflower Wildfire, sont sortis le 20 mai.

### Did You Know that There's A Tunnel Under Ocean Blvd(depuis 2022)

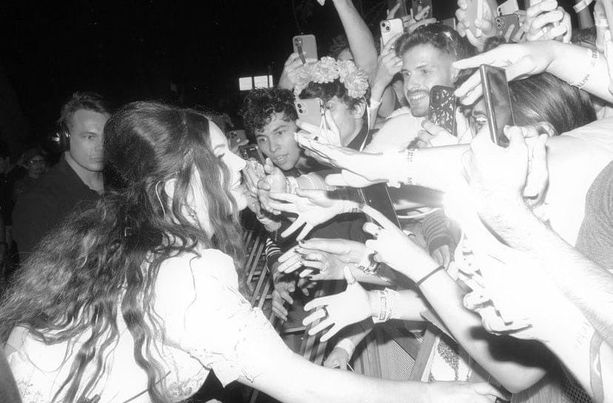
Lana Del Rey au Festival MITA à São Paulo en 2023.

En janvier 2022, elle sort sa chanson Watercolor Eyes pour la série Euphoria. Elle confirme travailler sur un nouveau disque. Mais, le 19 octobre 2022, elle publie une série de vidéos sur Instagram en expliquant que sa voiture a été cambriolée à Melrose Place, à Los Angeles, et que son sac à dos — contenant un ordinateur portable, des disques durs et trois caméscopes — a été dérobé, donnant aux voleurs l'accès à des chansons inachevées, à un manuscrit de 200 pages de son prochain recueil de poésie et à deux ans de séquences vidéo familiales. Elle demande expressément à ses fans de ne pas aller écouter les nouvelles musiques, non achevées, car elles ne sont pas encore sorties officiellement.
En octobre 2022, elle figure sur la chanson Snow on the Beach de Taylor Swift. La chanson fait ses débuts à la quatrième position du Billboard Hot 100. Le 7 décembre 2022, Lana Del Rey dévoile en avant-première la pochette de son neuvième album et un nouveau titre nommé Did You Know That There's a Tunnel Under Ocean Blvd, dont la sortie officielle est annoncée pour le 24 mars 2023. À travers son compte Instagram, Del Rey poste une photo d'elle à Tulsa en Oklahoma, avec derrière elle un billboard pour promouvoir son album. En sous-titre, elle dit : « Il n'y en a qu'un, et c'est à Tulsa », ville où vit son ex petit-ami. En janvier, elle est interviewée par Billie Eilish pour le numéro de mars d'Interview. Elle y révèle que l'album à venir explore ses pensées les plus intimes et que certaines chansons sont « super longues et verbeuses ». Le 14 février 2023, elle sort A&W (American Whore), une chanson de sept minutes pouvant se séparer en deux parties. Jack Antonoff, le producteur de l'album, déclare qu'il s'agit du morceau qu'il a préféré écrire avec elle depuis le début de leur collaboration.
Le 19 mai 2023, elle sort enfin sa chanson Say Yes to Heaven, après l'avoir écrite et enregistrée en novembre 2013, prévoyant de l'inclure dans l'album Ultraviolence avant de l'y enlever[source secondaire souhaitée]. Taylor Swift sort une nouvelle version de Snow on the Beach, mettant « plus » en vedette Lana Del Rey[source secondaire souhaitée]. Dans la chanson, elle chante plusieurs couplets, alors que dans l'originale, elle n'avait que des chœurs[source secondaire souhaitée].
Elle est aperçue le 20 juillet 2023, en train de servir du café et de discuter avec des clients dans un Waffle House à Florence, en Alabama,, en uniforme d'employé avec son propre badge « Lana »[pertinence contestée]. À l'été 2023, elle effectue une nouvelle tournée, qui passe notamment par l'Olympia de Paris le 10 juillet. En novembre 2023, elle est nommée à cinq reprises à la 66e cérémonie des Grammy Awards. L'album est nommé dans les catégories de l'album de l'année, du meilleur album de musique alternative. La chanson A&W (American Whore) est citée dans les catégories Chanson de l'année, Meilleure musique alternative. Enfin son duo avec Jon Batiste dans Candy Necklace reçoit comme nomination le Grammy Award de la meilleure prestation vocale pop d'un duo ou groupe.
Le 31 janvier 2024, Lana Del Rey annonce que son album prochain, initialement intitulé Lasso, est ensuite renommé The Right Person Will Stay, avec une date de sortie fixée au 21 mai 2025. Il sera son premier album d'inspiration country, Tough, une collaboration avec Quavo, un rappeur americain, sort le 3 juillet 2024.
Le 25 novembre 2024, Lana Del Rey annonce sa tournée au Royaume-Uni et en Irlande 2025 qui débutera le 23 juin 2025 et se terminera le 3 juillet 2025, au cours de laquelle elle se produira au Principality Stadium de Cardiff, au Hampden Park de Glasgow, au stade Anfield de Liverpool, au stade Aviva de Dublin et enfin au stade de Wembley de Londres.
En 2025, Lana Del Rey et The Weeknd ont collaboré sur le morceau The Abyss de son album Hurry Up Tomorrow. Le 11 avril 2025, elle sort la chanson Henry, Come on de l'album The Right Person Will Stay. Plus tard dans la journée, elle publie une vidéo sur Instagram dans laquelle elle annonce que la sortie de son nouvel album sera repoussée. Une semaine plus tard, le 18 avril, elle dévoile Bluebird, un nouveau titre issu de cet album. Parallèlement à la finalisation de son album, Lana Del Rey prépare sa participation au Stagecoach Festival, qui se déroulera en Californie du 25 au 27 avril 2025.

## Style musical et influences

### Style musical
Le style de la chanteuse à la voix suave et au look rétro est qualifié d'« alt-pop ». Ses œuvres sont classées dans les catégories Pop, rock, dream pop, pop baroque, indie pop, rock psychédélique, mais aussi trip hop, hip-hop,,,,,,.
Lors de sa révélation en 2011, son style musical est décrit comme « Hollywood sadcore » par certaines critiques musicales. Cette qualification est due à la sonorité cinématographique de ses chansons, aux références cultures de la culture pop. Les critiques notent aussi un thème primordial dans son œuvre, celui de l'Americana des années 1950 et 1960. Les éléments forts de la nostalgie américaine amènent Idolator à la classer fermement comme pop alternative. Dans ARTISTdirect, Lana explique son lien avec le passé : « Je ne suis même pas née dans les années 1950 mais j'ai l'impression d'y être ».
AllMusic déclare que sa « pop orchestrale sensuelle et exagérée l'a érigée en chanteuse vaguement imaginée pour une génération élevée sur Adderall et Internet, avec de fortes résonnances à Twin Peaks ». À la suite de son évolution, notamment avec Ultraviolence dont le son est semblable au rock psychédélique, Kenneth Partridge de Billboard note qu'« elle chante sur la drogue, les voitures, l'argent et les mauvais garçons pour lesquels elle tombe toujours amoureuse, et bien qu'il reste une saveur sépia du milieu du siècle dans bon nombre de ces chansons, [Lana Del Rey] n'est plus une Bette Davis voyou ».

### Influences
Quand ils découvrent le style très vintage de Lana Del Rey, mêlant des références hip-hop à l'âge d'or hollywoodien, aux gangsters et à l'Amérique profonde, les critiques et les internautes lui reprochent d'abord de vouloir imiter les icônes de cette époque ; à cela elle répond qu'elle n'en avait jamais eu la prétention, qu'elle était simplement fascinée par le sentiment de bonheur qui émanait de cette époque et qu'elle n'avait pour seule ambition que d'être heureuse. Les journalistes la comparent aussi parfois aux héroïnes des films de David Lynch, commentaire qu'elle avait déjà reçu avant sa célébrité par son entourage. Elle s'était alors mise à beaucoup apprécier le réalisateur. Elle se décrit comme une « Gangsta Nancy Sinatra » et qualifie sa musique de « Hollywood Sadcore »[source secondaire nécessaire]. À Jo Whiley, présentatrice de radio BBC, elle déclare :
« J'aime les meilleurs dans chaque genre musical. »[source secondaire souhaitée] Ses principales influences sont Nirvana, Elvis Presley, The Beatles, Antony and the Johnsons, Frank Sinatra, Bob Dylan, Britney Spears, Lou Reed, Jeff Buckley, Nina Simone, Eminem, Bruce Springsteen, Janis Joplin, 50 Cent, Lee Hazlewood, Lesley Gore, Portishead, Julee Cruise, MC Lyte, Black Heart Procession, Jimi Hendrix, Eagles, The Black Keys, Jim Morrison et Nancy Sinatra (ce qui se sent dans ses chansons tant elle mélange la soul, le rock, le hip-hop et l'indie,), Marina and the Diamonds avec qui elle entretient une relation amicale et ASAP Rocky avec qui elle a plusieurs fois collaboré, ainsi que certaines personnalités cinématographiques comme James Dean, Marilyn Monroe ou John Wayne, ou encore des poètes et philosophes comme Allen Ginsberg, Nietzsche, Sylvia Plath, Allan Watts et Walt Whitman ainsi que certains lieux comme le Château Marmont, Coney Island, Saïgon, Hollywood, les Motels et les lieux tropicaux et l'iconographie de l'Americana traditionnelle[source secondaire souhaitée].

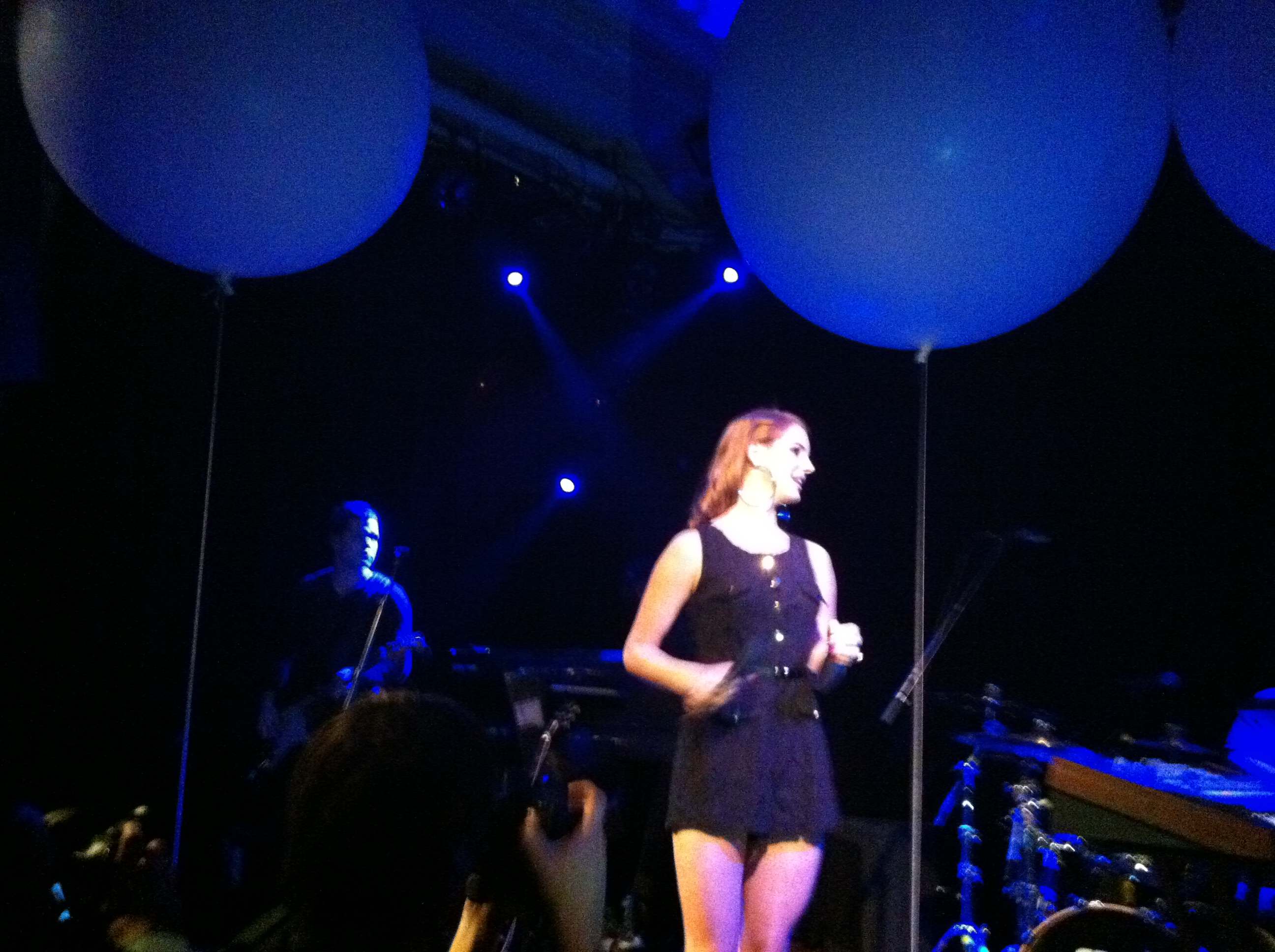
Lana Del Rey au Paradiso à Amsterdam en 2011.

Ainsi, ses sonorités et son visuel sont décrits par la plupart des gens comme excentriques, voire sauvages. La célébrité est aussi pour elle une source d'inspiration, ce que les critiques et journalistes lui ont souvent reproché ; cependant, Noah Levy, rédacteur de nouvelles seniors du magazine In Touch Weekly a indiqué que son dévouement et son talent étaient indéniables : « Je pense qu'elle se soucie de l'art qu'elle crée. Je ne pense pas que tout cela soit faux. »
Selon le magazine Billboard, cette dernière décennie ne serait pas la même musicalement sans Del Rey. Le magazine américain affirme également que Del Rey a influencé la nouvelle génération pop à tendance alternative citant Lorde, Halsey, Billie Eilish comme exemples.
Certains de ses clips sont jugés sexistes dont le clip Ultraviolence où elle apparait vêtue d’une robe de mariée ajustant son voile blanc incluant une parole « He hurt me, and it felt like a kiss », pouvant être traduite « Il m’a fait mal et on aurait dit un baiser ». Une parole qui serait un « hommage » à une chanson des Crystals sortie en 1962 mais qui, d’après de nombreux internautes, « glamouriserait » les violences domestiques. À plusieurs reprises, Lana Del Rey se défend de vouloir valoriser la maltraitance des femmes tout en admettant ne pas être intéressée par les mouvements féministes,.

## Vie personnelle
Dans sa jeunesse, Lana a une relation avec Josh Kemp, relation qu'elle évoque dans la chanson Video Games.[réf. nécessaire]

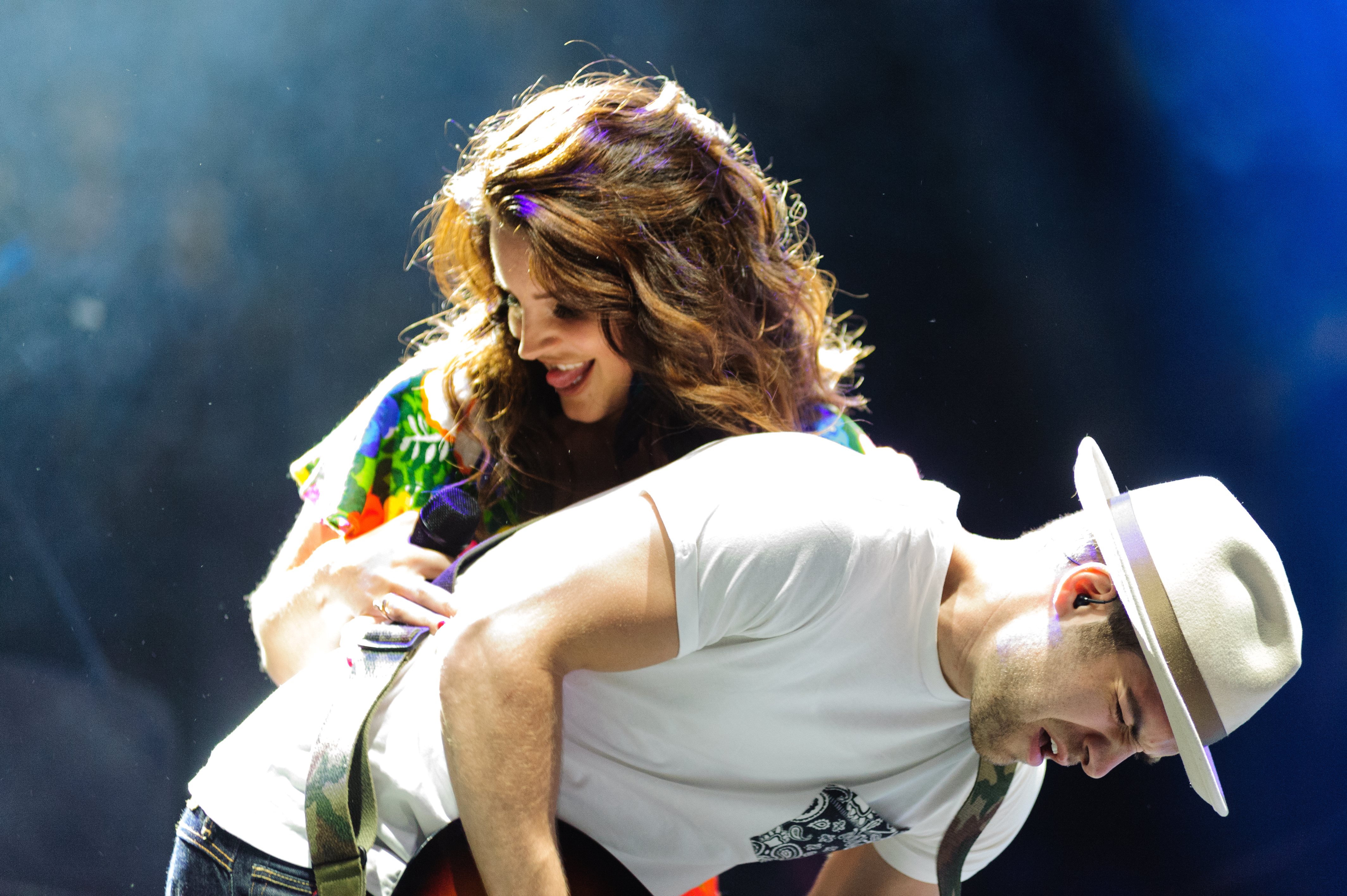
Lana Del Rey en 2014.

Lana Del Rey a eu pour compagnon le rocker écossais Barrie James O'Neill du groupe Kassidy. Leur relation commence en 2011, puis se termine en 2014. C'est un chanteur et compositeur écossais, originaire de Glasgow. Les deux artistes se rencontrent en 2011 et officialisent leur relation en 2012. Lana et Barrie se fiancent en juillet 2013 et cherchent une maison pour emménager ensemble. Ils travaillent ensemble sur la reprise de Summer Wine. Barrie James O’Neill fait partie des auteurs de l’album Ultraviolence, sorti en juin 2014. Il a aussi co-écrit le morceau Brooklyn Baby.
Au magazine The Fader, Lana Del Rey raconte : « J’ai une vie de famille compliquée. J'ai une vie sentimentale compliquée. »[source secondaire souhaitée] En juin 2014, après des mois sans apparition en public du couple, la chanteuse confirme la rumeur de séparation : « Nous ne sommes plus ensemble. C’est une personne merveilleuse. Mais il y a certaines choses qu’il doit affronter seul. Je ne peux pas l’expliquer ici. Cela a été dur dans notre relation, je ne me sentais plus libre. Nous verrons comment cela évolue…».
Quelques mois après sa rupture avec Barrie James O’Neill, Lana Del Rey est aperçue à Portofino, en Italie, avec Francesco Carrozzini, photographe de mode et réalisateur. La romance dure 18 mois. C'est lui qui réalise le clip d'Ultraviolence, on y voit la chanteuse déambuler en robe de mariée dans des images rétro filmées en Super 8. Leur relation se termine en novembre 2015, la cause de la rupture est annoncée : une envie de « se poser » pour la chanteuse alors que Francesco, lui, n’est pas prêt, selon le New York Daily News.
Elle a aussi été brièvement en couple avec le rappeur américain G-Eazy, d'avril à juillet 2017. Le titre In My Feelings de l'album Lust for Life a été écrit à son sujet, à la suite de leur rupture.
Lana Del Rey est en couple par la suite avec Sean Larkin, un policier. Le couple est aperçu ensemble, en septembre 2019, à Central Park. La chanteuse officialise cette relation dans une interview pour le Los Angeles Times en disant : « Je ne savais pas que nous étions photographiés, sinon j’aurais porté une autre tenue. » Plus loin dans l’entretien, Lana Del Rey évoque la personnalité de son compagnon : « Eh bien, le truc, c’est que c’est un bon flic. Il comprend. Il a conscience des choses ». La relation se termine en 2020.
En août 2020, Lana Del Rey semble fiancée à Clayton Johnson. Elle passe le mois de décembre 2020 dans la ferme des parents de Johnson à Modesto. En février 2021, les deux officialisent la relation puis se séparent dans la foulée.
En janvier 2018, selon le journal The Sun, le groupe Radiohead attaque Lana Del Rey en justice pour violation de droit d'auteur concernant le morceau Get Free de l'album Lust for Life, en raison des nombreuses similitudes avec la chanson Creep, premier single et succès de Radiohead sorti en 1992. Radiohead lui-même avait été attaqué en justice pour plagiat pour ce même titre par le groupe anglais The Hollies qui avait réclamé un partage des droits d’auteur, en raison des ressemblances entre le morceau Creep et le morceau original The Air That I Breathe. La procédure juridique avait contraint Radiohead à créditer les deux ayants droit de la chanson, soit Albert Hammond et Mike Hazlewood. La chanteuse affirme via Twitter qu’elle a proposé un compromis pour une rémunération partielle de l’œuvre en déclarant « J’ai offert jusqu’à 40 % ces derniers mois, mais ils n’accepteront que 100 », « leurs avocats se sont montrés implacables, alors nous allons régler ça au tribunal ». Quelques jours plus tard, les représentants légaux de la maison de disque de Radiohead, annoncent qu'ils n'ont pas l'intention de la poursuivre en justice. En mars 2018, lors du festival Lollapalooza à Sao Paulo au Brésil, Lana Del Rey interprète le titre Get Free et revendique le droit de chanter à nouveau ce morceau en adressant un message au groupe Radiohead.
Le 26 septembre 2024, elle se marie en toute intimité avec Jeremy Dufrene, au cœur des bayous de Louisiane, un mois après avoir rendu leur relation publique. Ce dernier est un guide touristique cajun divorcé, de dix-sept ans son aîné et père de trois enfants.

## Discographie

### Albums studio
- 2010 : Lana Del Ray
- 2012 : Born to Die
- 2014 : Ultraviolence
- 2015 : Honeymoon
- 2017 : Lust For Life
- 2019 : Norman Fucking Rockwell!
- 2021 : Chemtrails Over The Country Club
- 2021 : Blue Banisters
- 2023 : Did You Know That There's a Tunnel Under Ocean Blvd
- 2025 : The Right Person Will Stay

## Recueils de poèmes
- 2020 : Violet Bent Backwards Over the Grass
- Annoncé : Behind the Iron Gates – Insights from the Institution

## Tournées
- 2011 – 2012 : Born to Die Tour
- 2013 – 2014 : Paradise Tour
- 2015 : The Endless Summer Tour
- 2018 : LA to the Moon Tour
- 2019 : The Norman Fucking Rockwell! Tour
- 2023 – 2024 : Lana Del Rey's 2023–2024 Tour

## Distinctions
- 2011 : récompensée aux Q Awards dans la catégorie « Q's Next Big Thing »
- 2012 : récompensée aux Brit Awards dans la catégorie « Révélation internationale »
- 2012 : récompensée aux Ivor Novello Awards dans la catégorie « Meilleure chanson contemporaine » pour Video Games
- 2012 : récompensée aux MTV Europe Music Awards dans la catégorie « Meilleure artiste alternatif »
- 2013 : récompensée aux Brit Awards dans la catégorie « Meilleure artiste féminine internationale de l'année »
- 2013 : récompensée aux Echo dans les catégories « meilleure artiste Internationale de pop/rock » et « meilleure révélation internationale »
- 2014 : récompensée aux Satellite Award de la meilleure chanson originale pour Young And Beautiful
- 2014 : nommée aux Critic's Choice Award de la meilleure chanson originale pour Young And Beautiful
- 2015 : nommée aux Golden Globes pour sa chanson dans le film Big Eyes réalisé par Tim Burton.
- 2015 : récompensée aux MTV Europe Music Awards dans la catégorie « meilleure artiste alternatif »
- 2015 : récompensée par Billboard dans la catégorie « pionnière »
- 2016 : récompensée aux Elle Style Awards dans la catégorie « artiste féminine de l'année »
- 2018 : récompensée aux ASCAP Pop Music Awards
- 2019 : récompensée aux Q Awards dans la catégorie « chanson de la décennie »
- 2020 : récompensée aux NME Awards dans la catégorie « meilleur album du monde »
- 2021 : récompensée aux Variety Hitmakers Awards dans la catégorie « artiste de l'année »
- 2023 : récompensée aux MTV Video Music Awards dans la catégorie « meilleure vidéo alternative » pour Candy Necklace